# Дисфотическая зона
Дисфотическая зона (от др.-греч  «дис» (δυσ-)  — приставка, обозначающая разделение, отделение, отрицание, и «фотос» (φωτός) — свет.) — водная толща водоёма, в которой вследствие недостатка солнечного освещения фотосинтез крайне незначителен. Одна из трёх экологических зон (наряду с эвфотической зоной и афотической зоной), выделяемых в водоёмах зависимости от степени освещённости солнечным светом и наличия фотосинтеза.

Экологические зоны Мирового океана

В континентальных водоёмах (прежде всего в озёрах) в зависимости от степени прозрачности воды толщина этой зоны очень заметно варьирует, и в случаях очень сильной замутнённости дисфотическая зона может начинаться уже в нескольких сантиметрах от поверхности.
К дисфотической зоне, средней по толщине промежуточной зоне пелагиали открытого океана (лежащей между приповерхностной эвфотической зоной и глубинной афотической зоной), обычно относят зону затухания солнечного света, или сумеречную зону, включающую нижний слой эпипелагиали (от 80—100 до 200 м), который подстилает приповерхностный слой основного фотосинтеза, и следующую за ней зону — мезопелагиаль (200—1000 м). В нижний слой эпипелагиали ещё проникает небольшая часть солнечного света, достаточного для фотосинтетической деятельности некоторых групп фитопланктона, представленного красными водорослями, однако роль фотосинтеза здесь по сравнению с эвфотической зоной ничтожна. В мезопелагиали, куда проникает до 1 % солнечного света, ещё могут существовать бурые водоросли, но фотосинтез практически отсутствует.
Из всего многообразия океанических рыб верхний слой дисфотической зоны населяют эпипелагические рыбы, нижний слой — мезопелагические рыбы и мезобатипелагические рыбы.